# Arco do Triunfo (Bucareste)
Arcul de Triumf é um arco triunfal situado na Estrada Kiseleff (Șoseaua Kiseleff), na parte norte de Bucareste.
O primeiro arco de madeira foi construído às pressas para celebrar a independência de Roménia em 1878, de modo que as tropas vitoriosas pudessem marchar sob ele. Outro arco temporário foi construído no mesmo local em 1922 após a Primeira Guerra Mundial, sendo este demolido em 1935 para possibilitar a edificação do atual arco triunfal que foi inaugurado em setembro de 1936.
O atual arco tem uma altura de 27 metros e foi construído seguindo o projeto do arquiteto Petre Antonescu. Ele tem uma base retangular de 25 por 11.5 metros. Suas fachadas são decoradas com esculturas criadas por escultores romenos famosos, como Ion Jalea e Dimitrie Paciurea. Atualmente o principal desfile militar realizado sob o arco é em 1 de dezembro, na ocasião do feriado nacional da Roménia.